# Slavkovice (Mišovice)
Slavkovice jsou malá vesnice, část obce Mišovice v okrese Písek v Jihočeském kraji. Nachází se asi jeden kilometr východně od Mišovic. Prochází zde silnice II/175. Je zde evidováno 36 adres. V roce 2011 zde trvale žilo 37 obyvatel.
Slavkovice leží v katastrálním území Pohoří u Mirovic o výměře 3,03 km².

## Historie
První písemná zmínka o vesnici pochází z roku 1336.

## Obyvatelstvo
| Rok            | 1869 | 1880 | 1890 | 1900 | 1910 | 1921 | 1930 | 1950 | 1961 | 1970 | 1980 | 1991 | 2001 | 2011 | 2021 |
| -------------- | ---- | ---- | ---- | ---- | ---- | ---- | ---- | ---- | ---- | ---- | ---- | ---- | ---- | ---- | ---- |
| Počet obyvatel | 235  | 209  | 191  | 163  | 204  | 195  | 198  | 141  | 127  | 81   | 70   | 51   | 46   | 37   | 39   |
| Počet domů     | 35   | 38   | 38   | 38   | 35   | 36   | 37   | 37   | 35   | 29   | 25   | 18   | 37   | 36   | 37   |

## Obecní správa
Při sčítání lidu v letech 1850–1874 Slavkovice byly osadou obce Čimelice v okrese Písek. V letech 1874–1963 byly osadou obce Pohoří v okrese Písek. V letech 1964–1984 byly částí obce Mišovice v okrese Písek. Od 1. ledna 1985 do 23. listopadu 1990 byly částí města Mirovice v okrese Písek. Od 24. listopadu 1990 jsou opět částí obce Mišovice v okrese Písek.

## Pamětihodnosti
- Ve středu vesnice se nalézá socha svatého Jana Nepomuckého. Tato socha je vedená v Seznamu kulturních památek v okrese Písek.
- U komunikace ve směru na Mišovice se nachází drobný zdobný kříž.

## Galerie

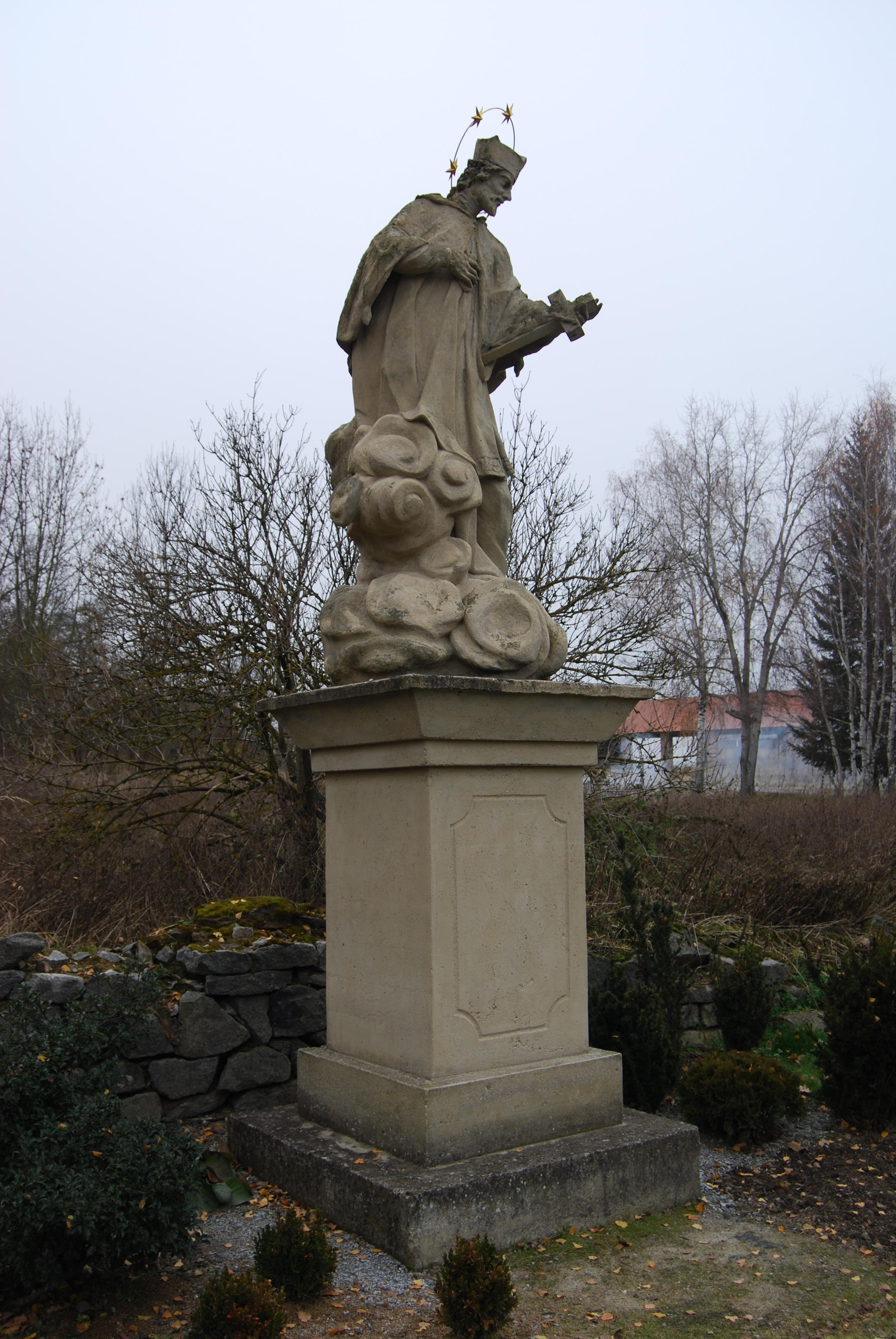
Socha svatého Jana Nepomuckého
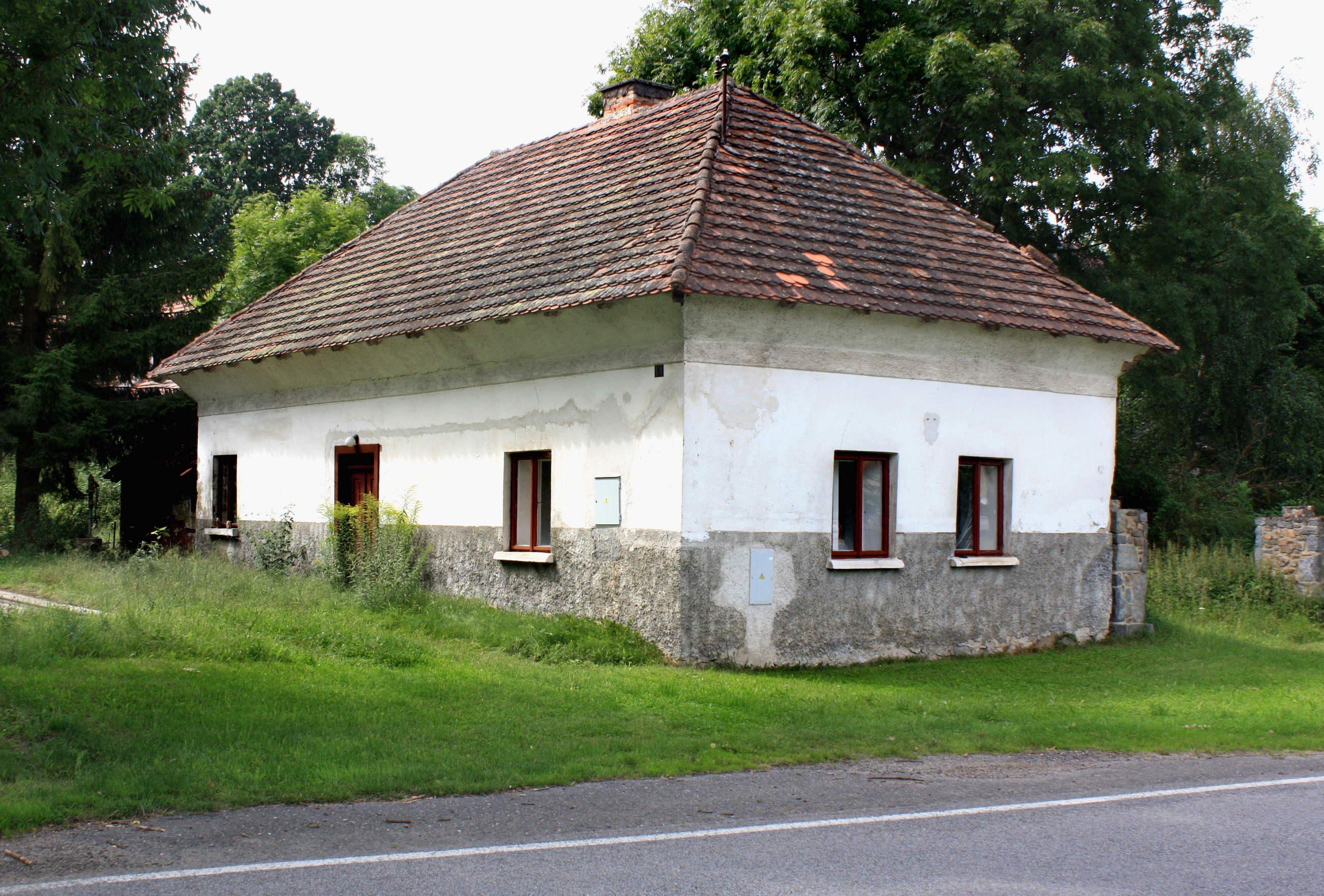
Dům čp. 6
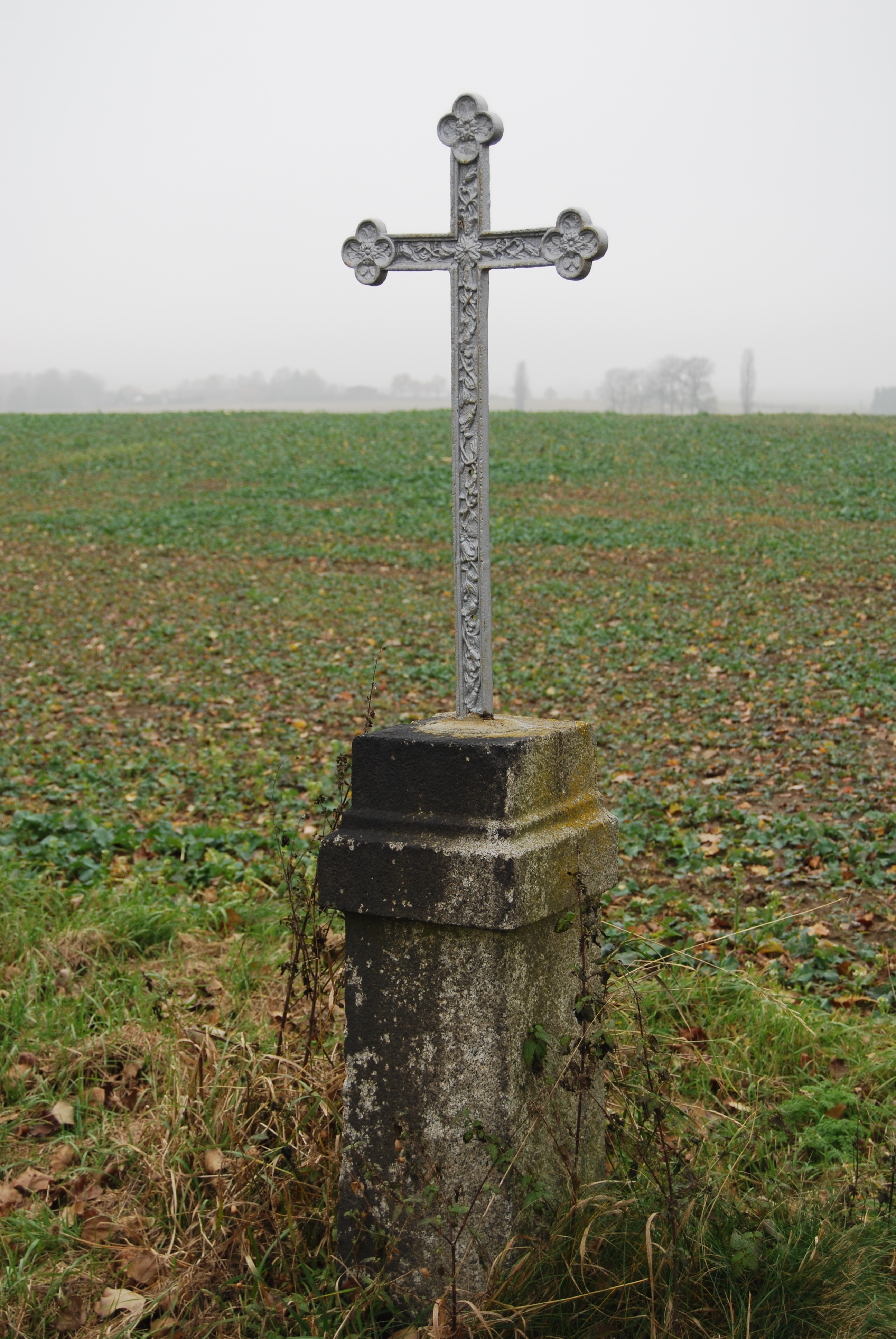
Kříž za vesnicí